# Nagroda im. Macieja Płażyńskiego

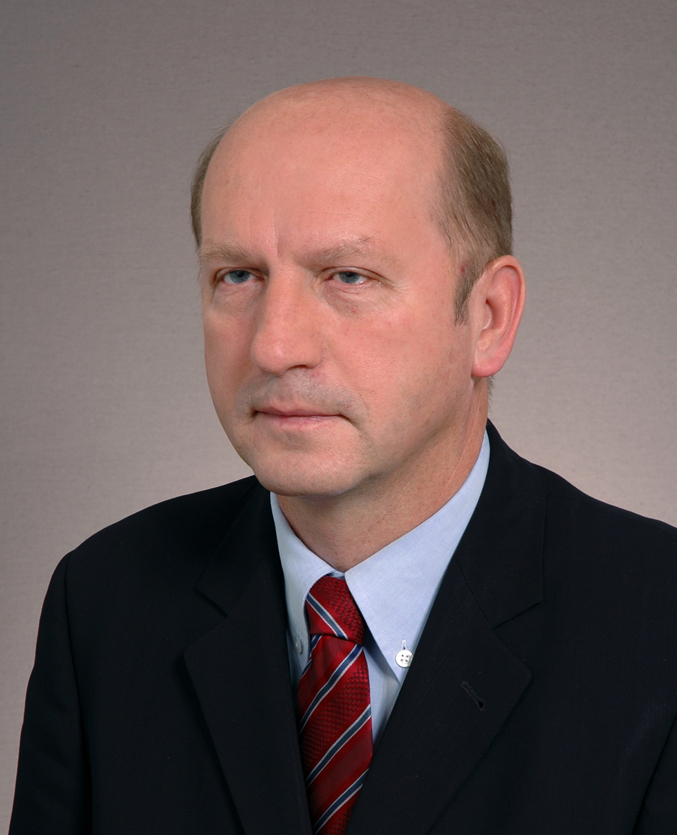
Maciej Płażyński, patron nagrody

Nagroda im. Macieja Płażyńskiego dla dziennikarzy i mediów służących Polonii – doroczna nagroda dla dziennikarzy i mediów służącym Polonii. Powstała z inicjatywy Press Club Polska, Jakuba Płażyńskiego, prezydentów Gdańska, Sopotu i Gdyni oraz marszałka województwa pomorskiego.
Nagroda została ustanowiona w 2012 roku i nosi imię Macieja Płażyńskiego - wojewody gdańskiego, posła, senatora, marszałka Sejmu i prezesa Stowarzyszenia „Wspólnota Polska”.
Nagroda jest przyznawana w czterech kategoriach:
- dziennikarz medium polonijnego
- dziennikarz krajowy publikujący na tematy polonijne
- dziennikarz zagraniczny publikujący na temat Polaków, Polski i Polonii
- redakcja medium polonijnego

Laureaci otrzymują statuetki oraz kwotę 10 tys. zł, a laureaci w kategorii „redakcja medium polonijnego” samą statuetkę.
Od 2015 roku uroczystość wręczenia nagród odbywa się w Muzeum Emigracji w Gdyni.

## Jury nagrody
W skład jury nagrody wchodzą: Jakub Płażyński (przewodniczący), dziennikarze Jarosław Gugała (Polsat), Jerzy Haszczyński („Rzeczpospolita”), Małgorzata Naukowicz (Polskie Radio) oraz dyrektor Muzeum Emigracji w Gdyni Karolina Grabowicz-Matyjas (sekretarz jury).
W latach 2012–2015 członkiem jury był senator Andrzej Grzyb, a w roku 2017 senator Antoni Szymański jako przedstawiciele Marszałka Senatu.

## Laureaci nagrody w poszczególnych kategoriach[5]

### Dziennikarz medium polonijnego
- 2024 – Maria Radożycka-Paoletti, Biuletyn Informacyjny „Polonia Włoska”  Włochy
- 2023 – Karolina Przewrocka-Aderet, kwartalniku „Kalejdoskop”  Izrael
- 2022 – Waldemar Biniecki, „Kuryer Polski”  Stany Zjednoczone
- 2021 – Ewelina Mokrzecka  Litwa. Wyróżnienie Piotr Piętka, podcast Radio Polonia Węgierska i kanał Polonia Węgierska TV  Węgry
- 2020 – nie przyznano nagrody w tej kategorii
- 2019 – Ilona Lewandowska, „Kurier Wileński”  Litwa
- 2018 – Małgorzata P. Bonikowska, podcastu „Polcast”  Kanada. Wyróżnienie Beata Kost, „Kurier Galicyjski”  Ukraina
- 2017 – Tadeusz Nowakowski, „Nowa Gazeta Polska”  Szwecja. Wyróżnienie Larisa Korenets, Radio Rodacy  Rosja
- 2016 – Iness Todryk-Pisalnik, „Głos znad Niemna na uchodźstwie”  Białoruś. Wyróżnienie Jolanta Reisch-Klose, MyPolacy.de  Niemcy
- 2015 – Dorota Krzywicka–Kaindel, miesięcznik „Polonika”  Austria
- 2014 – Romuald Mieczkowski, kwartalnik „Znad Wilii”  Litwa
- 2013 – Andrzej Pisalnik, „Magazyn Polski” i „Głos znad Niemna”  Białoruś. Wyróżnienie Tomasz Deptuła, „Nowy Dziennik”  Stany Zjednoczone
- 2012 – Barbara Sosno, radio „Znad Wilii”  Litwa

### Dziennikarz krajowy publikujący na tematy polonijne
- 2024 – Rusłani Szoszyn, „Rzeczpospolita”
- 2023 – Karolina Walczowska i Natalia Gomułka, Onet.pl

- 2022 – Kamil Turecki, Onet.pl

- 2021 – Łukasz Grajewski, „Tygodnik Powszechny”
- 2020 – Anna Kluz-Łoś, Radio Kraków
- 2019 – Agnieszka Burton, „Gazeta Wyborcza”
- 2018 – nie przyznano nagrody w tej kategorii
- 2017 – Agata Konarska, Telewizja Polska, TVP Polonia. Wyróżnienie Dionisios Sturis, Radio TOK FM,
- 2016 – Edyta Poźniak, Polskie Radio
- 2015 – Ewa Szkurłat-Adamska, Radio Kraków
- 2014 – Malwina Wrotniak-Chałada, bankier.pl
- 2013 – Maria Stepan, „Wiadomości” TVP. Wyróżnienie Zofia Wojciechowska, Radio Wnet
- 2012 – Jolanta Roman-Stefanowska, TVP Gdańsk

### Dziennikarz zagraniczny publikujący na temat Polaków, Polski i Polonii
- 2024 – Martin Ehl, „Hospodářské noviny”  Czechy
- 2023 – Wszyscy dziennikarze zagraniczni, relacjonujący wydarzenia w Polsce po rosyjskiej agresji na Ukrainę w pełnej skali. W imieniu laureatów statuetkę odebrał Philipp Fritz, Die Welt  Niemcy
- 2022 – Kasia Madera, BBC World News  Wielka Brytania
- 2021 – Doris Heimann, Deutsche Presse-Agentur  Niemcy
- 2020 – Vanessa Gera, Associated Press  Stany Zjednoczone
- 2019 – Ignacio Temino Martinez, Agencia EFE(inne języki)  Hiszpania
- 2018 – Gerhard Gnauck , „Die Welt” i „Frankfurter Allgemeine Zeitung”  Niemcy
- 2017 – Rita Cosby, Inside Edition CBS  Stany Zjednoczone
- 2016 – nie przyznano nagrody w tej kategorii
- 2015 – Kasia Madera, BBC World News  Wielka Brytania
- 2014 – Irmina Somers, Omni Television(inne języki)  Kanada. Wyróżnienie Renata Bilanova, Česká televize  Czechy
- 2013 – Alex Storożyński, „The New York Post”  Stany Zjednoczone
- 2012 – Małgorzata Bos-Karczewska, „NRC Handelsblad(inne języki)”  Holandia

### Redakcja medium polonijnego
- 2024 – Redakcja polska LRT  Litwa
- 2023 – kwartalnik „Polonia Nowa”  Szwecja
- 2022 – kwartalnik „Kalejdoskop”  Izrael
- 2021 – kwartalnik „Informator Polski”  Dania. Wyróżnienie Radio Polonia Winnipeg  Kanada
- 2020 – portal „Polacy we Włoszech” (polacywewloszech.com)  Włochy
- 2019 – Polish Media London (Polskie Radio Londyn, tygodnik Cooltura, cooltura24.co.uk)  Wielka Brytania. Wyróżnienie „Lehistan Sokağı”  Turcja
- 2018 – „Głos – Gazeta Polaków w Republice Czeskiej”  Czechy. Wyróżnienie portal „Culture Avenue”  Stany Zjednoczone
- 2017 – tygodnik „Polish Express”  Wielka Brytania
- 2016 – portal wilnoteka.lt  Litwa
- 2015 – dwutygodnik „Kurier Galicyjski”  Ukraina
- 2014 – Syberyjski kwartalnik „Rodacy”  Rosja. Wyróżnienie miesięcznik „Jutrzenka”  Mołdawia
- 2013 – miesięcznik „Monitor Polonijny”  Słowacja
- 2012 – dwumiesięcznik „Nowy Dziennik – Polish Daily News”  Stany Zjednoczone. Wyróżnienie dwumiesięcznik „Dom Polski”  Rosja